# Rosario Oller
Rosario Oller Pinel de Sarasqueta (Ciudad de Panamá, 18 de julio de 1916 - 12 de octubre de 2009) fue una abogada, educadora y escritora panameña. 

## Biografía
Cursó estudios primarios en la escuela de niñas de San Felipe y se graduó como maestra de enseñanza primaria en 1933. Trabajó como maestra por siete años en varias escuelas de la capital, antes de trabajar como secretaria, llegando a ser secretaria de José Dolores Moscote y Jeptha B. Duncan, cuando ocuparon la rectoría de la Universidad de Panamá. Posteriormente en 1942 se graduó como licenciada en derecho y ciencias políticas en la Universidad de Panamá.
Desde 1947 hasta 1989 fungió como abogada laborista, Juez Seccional y Magistrada del Tribunal Superior, además de asesora legal y sindical de numerosos gremios sindicales como los trabajadores de Nestlé Panamá, del Hotel Panamá, el Hotel Continental, el gremio de cantineros, saloneros, cocineros y afines de Panamá y la de Colón, de los comercios de la ciudad de David, de la Chiriquí Land Company, Pepsi Cola Panamá, trabajadores acereros y avícolas, entre otros.
Entre 1955 y 1963 fungió como directora general de Trabajo de Panamá, abogando por los trabajadores a agremiarse y por la libertad sindical. Intervino durante la huelga del Sindicato de Trabajadores de la Chiriquí Land Company en 1963, concediendo mejores condiciones laborales a costa de ser destituida. En 1968 fue designada Asesora Legal del Ministerio de Trabajo, Previsión Social y Salud Pública, en donde llegó a emitir 43 leyes reguladoras de la salud en las comunidades, entre otros. En 1971 fue nombrada para colaborar en la confección del Código de Trabajo de 1972.
Por su labor fue condecorada por el gobierno con la Orden Vasco Núñez de Balboa en el grado de Gran Comendador en 1976. Fue miembro de la Unión de Mujeres Americanas, que la designó como una de las "Mujeres de las Américas".
Al jubilarse como abogada en 1989 se mudó a la ciudad chiricana de Volcán, en 2004 fue condecorada con la medalla Justo Arosemena por el Colegio Nacional de Abogados y en 2009 se le nombró al auditorio del Ministerio de Trabajo de Panamá con su nombre. 
Como escritora dejó numerosos escritos entre los que se encuentran: Cuentos y cantos de mamá, Relaciones de trabajo, Griselda Pinel de Oller: Homenaje a su centenario 1891-1991, Con esas manos. Con esa mente… con ese corazón (biografía de Pedro Sarasqueta) o El sentido de la justicia (biografía de Débora María Henríquez de Ayala).